# Kosmos 2360
Kosmos 2360, ruski ELINT (radioelektronsko izviđanje) satelit iz programa Kosmos. Vrste je Celina-2.
Lansiran je 28. srpnja 1998. godine u 9:15 s kozmodroma Bajkonura u Kazahstanu. Lansiran je u nisku orbitu oko planeta Zemlje raketom nosačem Zenit-2 11K77. Orbita mu je 846 km u perigeju i 854 km u apogeju. Orbitne inklinacije je 71,01°. Spacetrackov kataloški broj je 25406. COSPARova oznaka je 1998-045-A. Zemlju obilazi za 101,94 minute.  Pri lansiranju bio je mase kg. Intrinzični sjaj (magnituda) tijela rakete koja je nosila je 2,7 (na udaljenosti od 1000 km, 50% osvijetljena), a maksimalni sjaj (magnituda) je 1,9 (u perigeju, 100% osvijetljena).
Dio serije Celina koja je nosila signalne instrumente.

## Vanjske poveznice
- N2YO.com Search Satellite Database
- Celes Trak SATCAT Format Documentation (engl.)